# Tatjana Hüfner
Tatjana Hüfner, född 30 april 1983 i Neuruppin, Östtyskland, är en tysk rodelåkare. Hennes främsta meriter är guldmedaljen vid de olympiska vinterspelen 2010, bronsmedaljen vid vinterspelen 2006 och silvermedaljen vid vinterspelen 2014.
Hüfner vann världscupen i rodel tre gånger i följd (2007/08, 2008/09, 2009/10) och har dessutom fyra guldmedaljer från världsmästerskap samt två silvermedaljer från Europamästerskap.